# Lepetodrilidae
Lepetodrilidae là một Họ of gastropodas in the clade Vetigastropoda (according taxonomy of the Gastropoda by Bouchet & Rocroi, 2005).
This Họ has no subfamilies.

## Chi
Genera withthuộc họ Lepetodrilidae include:
- Lepetodrilus
  - Lepetodrilus fucensis